# Lissodiadema purpureum
Espèce
Lissodiadema purpureum (auparavant dénommé « Leptodiadema purpureum ») est une espèce d’oursins de la famille des Diadematidae, endémique d'Hawaii.

## Caractéristiques
C'est un petit oursin dit « régulier » : il est caractérisé par un test (coquille) de forme ronde, et presque uniformément couvert de radioles (piquants) réparties sur tout le corps, mais plus longues sur la partie supérieure. 
La bouche (appelée « péristome ») se situe au centre de la face inférieure (dite face « orale »), et l'anus (appelé « périprocte ») à l'opposé, soit au sommet du test (à l'« apex » de la face aborale).
Le test est généralement fauve (allant de l'orangé pâle au pourpre), avec une grosse papille anale au sommet, blanche, orangée ou encore violette. Les longues radioles sont extrêmement fines et transparentes.

## Habitat et répartition
On trouve cet oursin en profondeur et dans des grottes à Hawaii, dont il semble endémique.